# لورينزو الكسندر
لورينزو الكسندر (بالإنجليزية: Lorenzo Alexander)‏ هو لاعب كرة قدم أمريكية أمريكي، ولد في 31 مايو 1983 في أوكلاند في الولايات المتحدة.

## وصلات خارجية
- الموقع الرسمي
- لورينزو الكسندر على موقع مرجع كرة القدم المحترفة.كوم (الإنجليزية)